# Valdeblore
Valdeblore (in italiano Valdiblora) è un comune francese di 835 abitanti situato nel dipartimento delle Alpi Marittime della regione della Provenza-Alpi-Costa Azzurra. I suoi abitanti sono chiamati Valdeblorois in francese e Valdibloresi in italiano.

## Geografia fisica
Il comune di Valdeblore raggruppa parecchi villaggi della "Val di Blora" (Val de Blore):
- "Saint-Dalmas" (San Dalmazzo ed in occitano alpino Sant Darmàs): ancora chiamato "Saint-Dalmas de Valdeblore" (San Dalmazzo Valdiblora) per distinguerlo da Saint-Dalmas-le-Selvage (San Dalmazzo Selvatico o San Darmas dal Plan nella parlata locale);
- "La Roche" (La Rocca in italiano ed in occitano alpino La Ruòcha o La Rouòchò);
- "La Bolline" (in occitano alpino La Bolina ed in italiano Bollina);
- Mollières (in italiano Molliera ed in occitano alpino Molièras, terra bagnata, e quindi molle (mouillée): al giorno d'oggi spopolata, dopo esser stata ceduta dall'Italia alla Francia con il Trattato di Parigi del 1947;
- "La Colmiane" (Colmiana) dall'occitano alpino "la Cuòla miana", cioè Collina mediana o Colle di mezzo, ad indicare il monte situato tra i fiume Vesubia ed il fiume Tinea: è una stazione di sport invernali. "Lu Cuol" sta in occitano vivaro-alpino per "colle", e designerebbe invero nel caso specifico più un passaggio tra i due fiumi che una montagna.

## Origini del nome
Il comune di Valdeblore durante la sua lunga appartenenza plurisecolare, insieme al Contado di Nizza, fin dal 1388, dapprima alla Contea di Savoia, poi al Ducato di Savoia ed infine dal 1720 al 1860 al Regno di Sardegna e Piemonte sotto la dinastia di Casa Savoia, si è chiamato con alterna grafia in lingua italiana, Val di Blora, Val-di-Blora e Valdiblora.
Odiernamente in occitano vivaro-alpino o "gavot" si chiama Val de Blora ed è pronunciato Val de Bluro.
Gli abitanti sono detti Valdeblorois in francese e Valdibloresi in italiano e Valdéblourenc (Bouliniè, Rouchiè, san Darmaiè) in occitano.

## Storia
La storia di Valdiblora è conosciuta sin dall'inizio dell'XI secolo:
- Il primo signore di Val di Blora ha nome "Rostagno" (Rostaing) di Thorame, che ha due fratelli, "Aldeberto" che ha possedimenti nel nord delle Alpi Marittime e nella vallata del fiume Verdone, ed "Abellone", conte d'Apt.
Lo storico nizzardo Cais di Pierlas[4] aveva mostrato che i due "Rostagni" (Rostanhi) erano figli di "Garac", anch'egli discendente da "Grifo", conte di Glandèves fin dal 950.
"Rostagno di Thorame" appare nel 1009 in una donazione alla chiesa di Santa Maria di Moustiers d'un manso, piccola tenuta terriera a Thorame, che ha sposato una figlia del visconte di Nizza, la quale gli ha portato in dote il feudo d'Aspromonte, e la coppia ha avuto un figlio, Renardo (Rainart).
- Nel 1056, Renardo Rostagni (Rainart Rostaing), sua moglie Adalaxia, i suoi figli Feraudo, Guglielmo e Pietro, donano le tre chiese di Poggio Acuto (églises de Puy-Agut) poste sul territorio di Thorame Bassa all'abbazia di San Vittore di Marsiglia (Abbaye Saint-Victor de Marseille).
- Nel 1060, i medesimi vendono all'Abbazia di San Dalmazzo di Valdiblora (Abbaye Saint-Dalmas de Valdeblore) un orto-giardino, un prato, degli uomini, delle pecore del gregge od armento signorile, alcuni diritti di pastura sul prato d'Aspromonte.
Si legge nell'atto di vendita la prima menzione d'un priore di "San Dalmazzo di Valdiblora", un monaco tedesco Alemanus monachus.
- Verso il 1060, il chartario dell'abbazia di San Ponzio di Nizza (Abbaye Saint-Pons de Nice), Renardo Rostagni (Rainart Rostaing) fa donazione d'un vasto territorio alpestre delimitato a settentrione dalle cime fino al ruscello che zampilla dalla montagna di Salèze, che poi piega a levante sino al fiume Vesubia, che costeggia lambendolo a mezzodì e verso ponente fino al ruscello che sgorga dalla collina Dalbazina, presso la Cappella d'Andobio.
- Nel 1067, Renardo Rostagno (Rainart Rostaing) o Rostagni (Rostainy) rende al Vescovo di Nizza Raimondo I le decime che la sua famiglia aveva confiscate a Venanson, “Anduebis“, “San Dalmazzo di Blora“ (Saint-Dalmas de Bloure) e "Pedastas", antico Castrum abbandonato nel XIII secolo come Anduebis, corrispondente al villaggio odierno di Saint-Donat, Rimplas, "Falcario" (attuale villaggio di Robione), Roure, Isola, Saint-Étienne-de-Tinée, Saint-Dalmas-le-Selvage.
Tale atto, in cui sono citati come testimoni Rostagno di Gréolières e Mirone, visconte di Sisteron, permette di vedere che Renardo Rostagni (Rainart Rostaing) è signore dell'alta Val Vesubia, della "Val di Blora" e dell'alta Val Tinea.
Il vescovo di Nizza gli riconosce tale diritto, perché Renardo Rostagno gli restituisce col medesimo atto, la metà delle decime, ma così i Rostagni possiedono anche "Thorame" ed Aspromonte nell'alta valle del Verdone.
Alla morte di Renardo Rostagni, i suoi beni sono spartiti tra i suoi figli: il "maggiore", Feraudo (Féraud) si stabilisce a Thorame, il cadetto Guglielmo è signore della "Val di Blora", il minore Pietro è probabilmente signore dell'alta valle del Tinea.
- Nel 1109, Guglielmo Rostagni ha con sua moglie Advenia due figli, Bertrando ed Ugo. Da tale data si possiede un atto concernente il cadetto Ugo che diviene canonico a Nizza, il quale dona alla chiesa nizzarda il quarto delle rendite di Venanson, gli uomini ch'egli ha a San Dalmazzo di Blora ed a Pedastas, nonché i pascoli di tali luoghi, mentre suo fratello Bertrando, primogenito, è senza dubbio a sua volta signore di Val di Blora.
- Nel 1249, Raimondo Rostagni, signore di "Val di Blora", apparentato e fedele al conte di Ventimiglia, si rende a Genova come ambasciatore del conte di Ventimiglia per concludere una tregua con il podestà Alberto Malavolta.
Nell'accordo, il conte di Ventimiglia si riservava l'alta valle del fiume Roja, la quale cercava di possedere anche il Conte di Provenza, Carlo I d'Angiò, re di Sicilia.
La volontà di re Carlo I di Sicilia, conte d'Angiò, va a scontrarsi con una coalizione di signori provenzali diretta da Bonifacio di Castellana e da Ugo, ottavo signore di Baux-de-Provence dal 1240 al 1270, figlio di "Barrale dei Balzi" (Barral I di Baux), per cui Castellana è assediata dal conte di Provenza e viene presa nel 1262, anche se il conflitto continua nell'est della Provenza fino al 1276.
- Nel 1256, dopo più d'un secolo senza tracce scritte dei "Rostagni", si rileva in un atto il nome di Guglielmo Pietro, già morto nel 1256, e quello di suo figlio, Raimondo Rostagni, che gli è succeduto nel feudo di "Valdiblora".
Egli possiede anche Clanzo, La Torre, Rimplas, San Salvatore, Roure, la meta d'Aspromonte.
Dal suo matrimonio con Aicarda, dei signori di Castelnuovo di Conti, possiede il terzo di tale feudo.
- Nel 1271, si ha la prima menzione del villaggio della "Rocca".
- Nel 1276, il Conte di Provenza chiede al suo siniscalco, Gualtiero (Gautier) d'Aulnet, di catturare, vivi o morti, i capi della rivolta, Pietro Balbo di Tenda, parente di Raimondo e Feraudo Rostagni di San Salvatore.
- Nel 1298, muore Raimondo Rostagni, dopo che suo figlio era morto prima di lui, ed i suoi beni sono spartiti fra il nipote Aldeberto Rostagni ed i suoi fratelli. Aldeberto è signore di Valdiblora e possiede anche Rimplas, San Salvatore, Marie e Roure, ha due figli ed una figlia che portano il soprannome di "Balbo", Pietro Balbo, Filippo Balbo e Giovanna Balbo.
Aldeberto ha anche un'altra figlia, Sibilla, dama di Clanzo, che ha sposato Giovanni di Revesto (Jean de Revest), signore di Lambesc, apparentato ai signori di Gréolières, ed a partire da tale data la famiglia Rostagno ha abbandonato il nome originario del suo casato per quello di Balbo per una ragione sconosciuta.
- Al 1320, risale il primo atto che cita il villaggio della "Bollina" con la "Rocca" e "San Dalmazzo" che hanno dovuto essere fondate nel XII secolo, ed a partire da tale data i toponimi delle località d'Anduébis e di Pédastas spariscono.
- Verso il 1350, Pietro Balbo, discendente diretto dei Rostagni, è signore di Valdeblora, di Maria, di Rimplas, di San Salvatore e di Roure, ed egli dovrà subire le conseguenze dell'opposizione dei due eredi della regina Giovanna I di Napoli, contessa di Provenza.
Approfittando della debolezza della contessa, i signori si rivoltano contro di lei, coalizzati attorno ai conti di Ventimiglia, fra cui Pietro Balbo, ma essi sono battuti e devono accettare le condizioni della pace, che è firmata il 14 dicembre 1353 tra Guglielmo Lascari e Guido Flotta, vicario di Sospello, rappresentante il siniscalco di Provenza Raimondo III d'Agoult (1271-1353).
Pietro Balbo perde così le sue signorie, di Valdeblora nel 1352, di Roure nel 1353 e di Saint-Sauveur-sur-Tinée nel 1358.
- Nel 1353, Valdiblora è infeudata a Guido Flotta, vicario di Sospello e Roure appartiene al conte di Provenza dal 1355, e nel 1373, Andarone Badat di Nizza ha acquistato la metà della signoria di San Salvatore dalla contessa di Provenza.
- Nel 1369, la regina Giovanna I di Napoli, della famiglia d'Angiò, contessa di Provenza, perdona i Conti di Ventimiglia e restituisce i loro beni in tutta la vicaria di Sospello, e così Pietro Balbo è lavato dal delitto di lesa maestà.
- Nel 1376, Pietro Balbo, già Rostagni, presta omaggio alla regina Giovanna ed è qualificato del titolo di signore di Rimplas e di cosignore di San Salvatore, ma non ha dunque recuperato i suoi beni nella "Valdiblora".
- Nel 1382, la regina Giovanna viene assassinata. Pietro Balbo è favorevole a re Luigi I di Napoli del ramo d'Angiò-Valois, Giovanni Grimaldi di Boglio (Jean Grimaldi de Beuil) è invece favorevole a Carlo d'Angiò-Durazzo.
L'opposizione a Carlo di Durazzo condurrà Baldassarre Spinola, siniscalco di Provenza che l'ha nominato, ad inviare il 7 gennaio 1384 il suo luogotenente "Pons" di Ferres per mettere sotto sequestro tutti i beni feudali dei "Balbo".
Giovanni Grimaldi riceve il salario del suo appoggio a Carlo di Durazzo il 13 aprile 1384 con il dono del castello e del feudo di Roure ed il 15 gennaio 1385 quando ottiene i diritti feudali dei Balbo su Rigaudo e su Toetto.

### Periodo Savoiardo (1388-1860)
- Ciò nonostante, nel contempo, Giovanni Grimaldi prepara il suo tradimento cominciando a discutere con il Conte di Savoia. Avendo Luigi II d'Angiò e sua madre Maria di Blois-Châtillon preso il controllo dell'Unione d'Aix, Pietro Balbo riprende il combattimento nel valle del Tinea e s'impadronisce del castello di Roure.
Nel 1387 Giovanni Grimaldi s'è fatto nominare siniscalco di Provenza da Ladislao I di Napoli, del ramo Angiò-Durazzo e così egli è il padrone della Provenza orientale.
Giovanni Grimaldi potrà ben presto preparare la Dedizione di Nizza alla Savoia ed il trasferimento della sovranità dai Conti di Provenza ai Conti di Savoianel 1388.
Il 12 settembre 1388, il Conte di Savoia Amedeo VII è ricevuto a Barcellonetta dai Grimaldi, il 15 settembre è a Santo Stefano di Tinea ed il 28 settembre all'abbazia Saint-Pons di Nizza dove riceve l'omaggio delle comunità del Paese Nizzardo.
Nel suo viaggio il Conte di Savoia ha dovuto evitare Valdiblora tenuta da Pietro Balbo, che viene però spossessato dei suoi feudi da Amedeo VII, così come sono pure spossessati tutti i feudatari fedeli al partito angioino, i Poggetto di Poggetto Tenieri e Poggetto Rostagno, i Castellana di Castellane, i Glandèves d'Entrevaux, i Revesto di Torretta, al pari dei Barra di Santo Stefano di Tinea, i De Flotta d'Ascroso, i Tornaforte di Lantosca, e sono proprio i Grimaldi di Boglio che riceveranno ben presto certuni dei feudi confiscati.
- Il 10 luglio 1669, con una convenzione notarile, i tre comuni di San Dalmazzo, della Bollina e della Rocca decidono d'unirsi per formare un solo comune, atto che è all'origine del comune di Valdiblora ed è denominato nella parlata locale "lu Chan dal Pi" (…sotto un pino presso il sito della cappella di San Giuseppe tra "La Rocca" e "La Bollina"), che sanciva la riunificazione dei tre villaggi della Val di Blora dopo la divisione del 1656[5].
- Il 14 ottobre 1699, Giovanni Ribotti[6], discendente d'una famiglia originaria di Pierlas, acquista al Patrimonio o Catasto patrimoniale del Ducato di Savoia, indebitato a seguito della Guerra della Lega d'Augusta, un certo numero di luoghi che rivenderà ad amici, per conservare per sé soltanto la Valdiblora, di cui diviene conte.
Il più celebre dei suoi discendenti è stato il generale Ignazio Ribotti di Mollières, grande patriota italiano che ha combattuto per l'Unità d'Italia, nato a Nizza nel 1814, morto nel 1864, a soli cinquant'anni[7].
- Nel 1716, è sottoscritta una nuova convenzione fra i villaggi che aggiornano il loro accordo anteriore.

### Periodo contemporaneo
- Nel 1860, Valdiblora diviene definitivamente francese, ma perde una parte del suo territorio comunale, la frazione di Molliera, che rimane italiana, e che sarà annessa solo nel 1947 con il trattato di Parigi.
- Il comune di Valdiblora[8] è stato quindi parte integrante della storica Contea di Nizza fino al 1860, ed ha seguito perciò con essa, fin dal 1388, anno di dedizione di Nizza alla Savoia, le vicende storiche prima della Contea di Savoia e del Ducato di Savoia, e poi dopo il Congresso di Vienna, dal 1815 al 1860, le sorti del regno di Piemonte e Sardegna, facendone parte per quasi mezzo secolo, per essere poi annesso alla Francia, dopo referendum nell'aprile del 1860, secondo le clausole del Trattato di Torino fra Vittorio Emanuele II, re di Sardegna e Piemonte e Napoleone III, imperatore dei Francesi, con cui era ceduto dal primo ministro Camillo Benso, conte di Cavour, il Contado di Nizza alla Francia, per il suo aiuto nella seconda guerra d'indipendenza e l'unità d'Italia. I risultati del plebiscito sono stati tuttavia messi in dubbio, a causa della pressione delle truppe francesi già presenti nella contea e di irregolarità rispetto all'incongruenza tra voti favorevoli ed aventi diritto al voto.
- La frazione di Molliera, posta nell'Albo comunale dopo la sua riunione alla Francia nel 1947, è stata incendiata dai soldati tedeschi nel 1944, durante la seconda Guerra mondiale.
- Nel 1947 è stata ceduta dall'Italia alla Francia la frazione di Molliera che, distaccata dal comune italiano di Valdieri in provincia di Cuneo, nella regione Piemonte, in seguito al trattato di pace di Parigi, dopo un plebiscito, è stata riunita al comune di Valdeblore ed ora ormai spopolata.

### Risultati del plebiscito
| Molliera                    | 16 settembre | 169 | 168 | 166 | 1 | 1 |
| Fonte: Risultati plebiscito |              |     |     |     |   |   |

## Monumenti e luoghi d'interesse
- La chiesa della Santa Croce (église de la Sainte-Croix)[9][10],[11] o del "Ritrovamento della Vera Croce" (Invention-de-la-Sainte-Croix), situata a "Saint-Dalmas du plan" (San Dalmazzo del Piano), è edificata proprio all'inizio del Medioevo dai monaci benedettini.
Essa è già menzionata nel 1060 ed è un edificio d'arte romanica con un piano basilicale a tre navate e tre absidi dirette verso oriente. A seguito di numerosi scavi archeologici e di campagne di restauri, la chiesa ritrova oggi il suo stato originale ed è classificata tra i monumenti storici dalla data del 19 marzo 1943.
La chiesa dipendeva dall'abbazia benedettina di Pedona nel comune di Borgo San Dalmazzo in Piemonte, badia che era stata fondata tra il 610 ed il 614 sul luogo del martirio di San Dalmazzo da parte di Teodolinda di Baviera, sposa del re longobardo Agilulfo.
Prospera nell'VIII secolo e nel IX secolo, l'abbazia ebbe a soffrire dalle distruzioni dovute ai Saraceni nel X secolo, e poi ritrova un'era di prosperità nell'XI secolo e nel XII secolo.
L'architettura della chiesa è probabilmente molto legata alla storia della sua abbazia madre, e la costruzione dell'edificio sacro è dovuta cominciare sotto i Carolingi, nel IX secolo.
La chiesa presenta un piano, raro in Europa, ed unico in Francia, possedendo in effetti tre cripte sotterranee che si possono datare al IX secolo, le quali comunicano fra di esse supportando l'abside e le cappelle radiali. Una scala la cui entrata è posta nella la quarta campata collaterale sud permette d'accedere alle cripte.
Una prima menzione della chiesa data circa al 1060, per una donazione di Rostagno e della sua sposa Adelaide, probabilmente signore di Valdiblora. L'atto è firmato dal monaco "Alemanus", probabilmente il priore.
Il 15 marzo 1067, i medesimi ed i loro figli restituiscono i beni e le decime di San Dalmazzo e di parecchi villaggi, come ad esempio quello di Venanson, alla chiesa di Nizza.
Nuova menzione della chiesa nel XII secolo per alcune decime dovute al vescovo di Nizza. La chiesa deve versare 18 denari, ed è la rendita più elevata.
Il 12 dicembre 1246, il papa Innocenzo IV conferma il possesso della chiesa all'abate di Pedona, Anselmo.
I priori di San Dalmazzo erano cosignori della Val di Blora, de "la Rocca" (La Roche), de "la Bollina" (La Bolline), di San Martino e di Lantosca. I priori commendatari sono nominati direttamente dalla Santa Sede dal 1485.
Nel XIV secolo, la cappella absidiale od "absidiola", a sud est dotata d'un decoro di pitture murali rappresentanti il Cristo nella sua Maestà divina in una mandorla.
La chiesa possiede anche una pala d'altare della scuola pittorica della famiglia Brea, fratelli Ludovico ed Antonio ed il figlio del secondo, Francesco, fra gli artisti più importanti del casato italiano di pittori, ancóna rappresentante la vita di San Francesco d'Assisi datante dal XVI secolo.

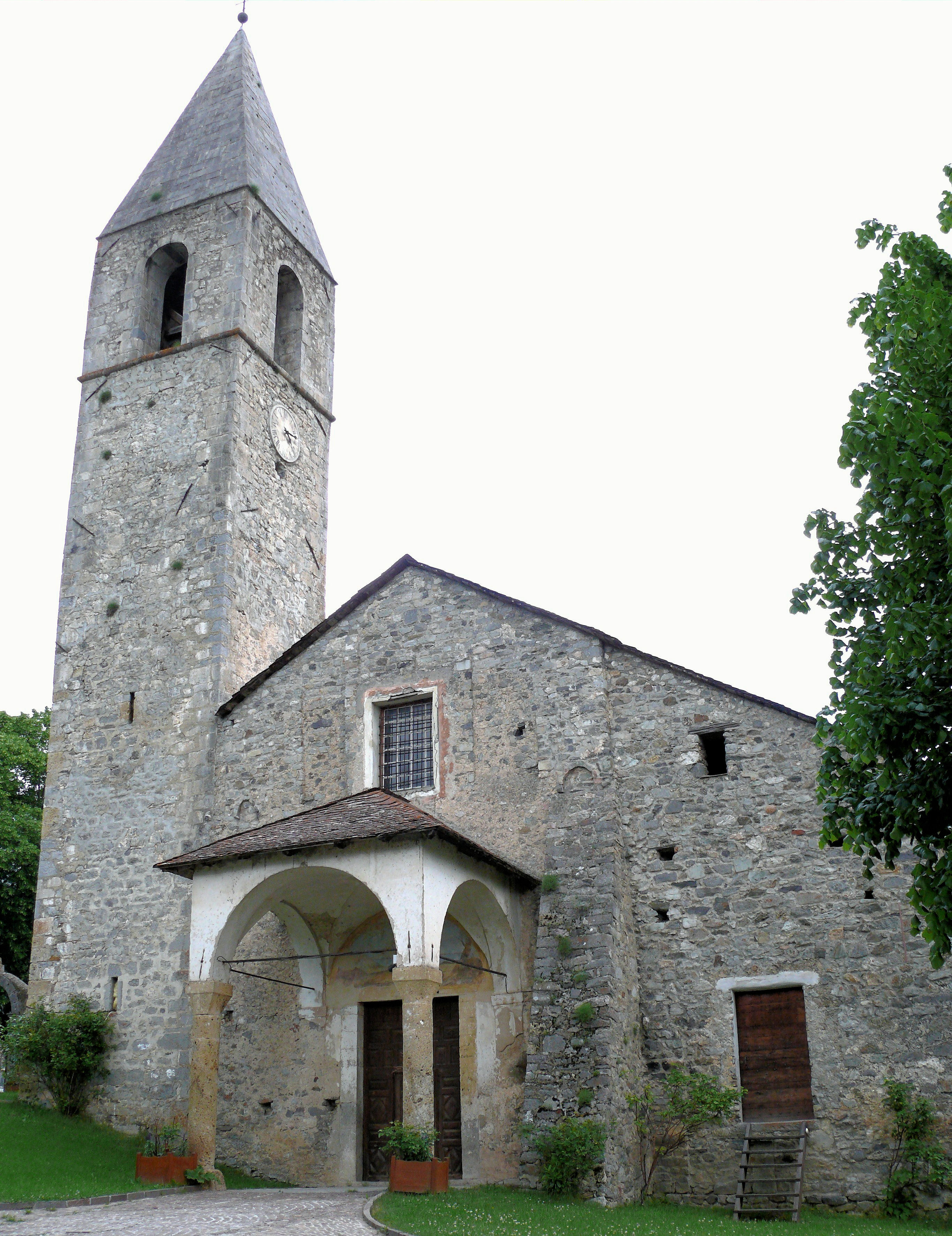
Saint-Dalmas (San Dalmazzo) - Chiesa dell'Invenzione della Santa Croce (Église de l'Invention-de-la-Sainte-Croix) - Il portico
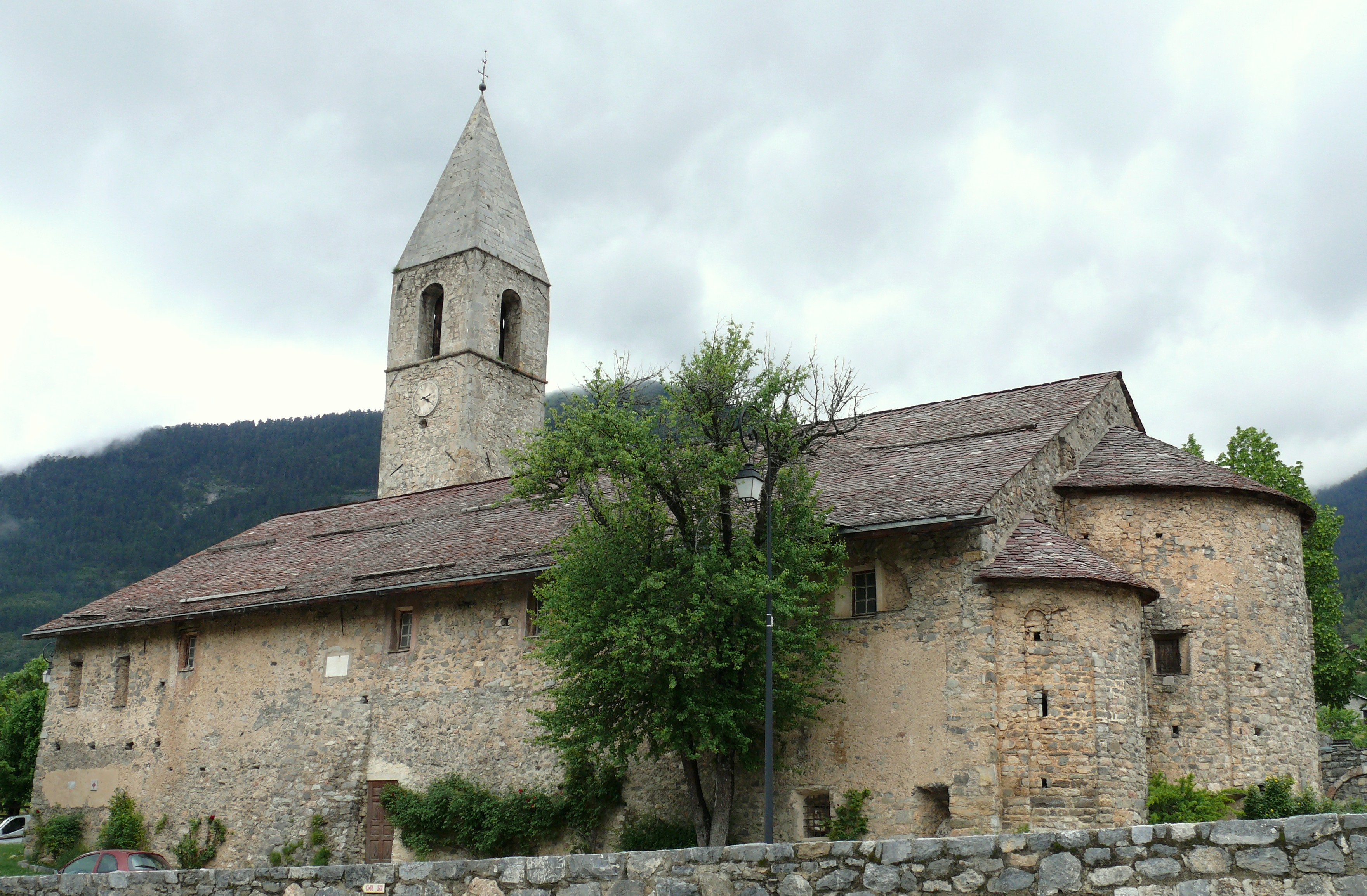
Saint-Dalmas (San Dalmazzo) - Chiesa dell'Invenzione della Santa Croce (Église de l'Invention-de-la-Sainte-Croix)- Il Complesso (l'Ensemble)
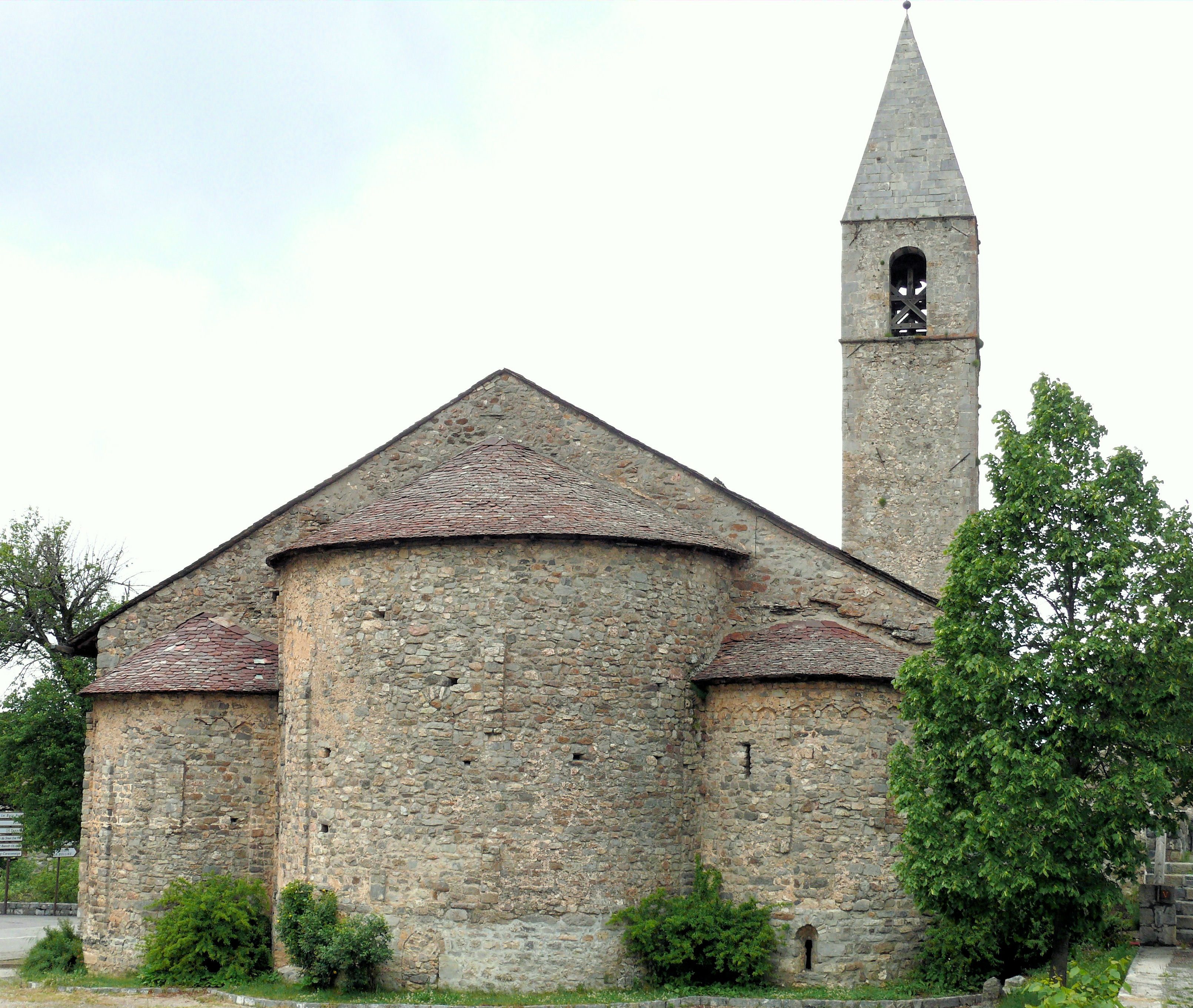
Saint-Dalmas (San Dalmazzo) - Chiesa dell'Invenzione della Santa Croce (Église de l'Invention-de-la-Sainte-Croix) - L'abside, all'esterno

- La Cappella dei "Penitenti Bianchi" (Chapelle des Pénitents Blancs) a "San Dalmazzo" (Saint-Dalmas) è stata integrata alle case. La confraternita è stata fondata il 14 settembre 1654.
- La Cappella di "San Giuseppe" (Chapelle Saint-Joseph) a "San Dalmazzo" (Saint-Dalmas), sulla strada de "La Bollina" (la Bolline).
- I Bastioni di "San Dalmazzo“ (remparts de Saint-Dalmas), vestigia delle fortificazioni costruite dai Templari per proteggere "San Dalmazzo" (Saint-Dalmas). Tali bastioni comportavano tre porte, di cui resta solo una torretta.
- Un'iscrizione romana è stata incorporata nel muro d'una casa di "San Dalmazzo" (Saint-Dalmas).
- La Chiesa dell'Annunciazione (église de l'Annonciation) nel villaggio de "La Rocca" (la Roche).
- La Cappella dei "Penitenti Neri" (Chapelle des Pénitents Noirs) nel villaggio de "La Rocca" (la Roche). La confraternita è stata fondata il 24 agosto 1673. La cappella possiede una bella pala d'altare od "ancóna" in legno dorato del XVI secolo[12].
- La Chiesa di San Giacomo il Minore (église Saint-Jacques-le-Mineur) all'uscita del villaggio de "La Bollina" (la Bolline) verso "La Rocca" (la Roche), chiesa del XVI secolo e del XVIII secolo possiede un campanile romanico tardo del 1532[13].
- La Cappella della Madonna dei Sette Dolori (Chapelle Notre-Dame-des-Sept-Douleurs) o dei "Penitenti Bianchi" (Pénitents Blancs), a La Bollina (la Bolline), possiede un campanile barocco a bulbo ed una facciata classica[14].

## Società

### Evoluzione demografica
Abitanti censiti

### Manifestazioni culturali e festività
Ogni anno, in periodo estivo, il comune organizza un evento od avvenimento culturale nel campo della musica, in riva al lago della Colmiane (Colmiana): "Les Folies du Lac" (Le Follie del Lago).
Sostenuto dal Consiglio generale delle dipartimento delle Alpi Marittime, nel quadro delle sue "Estivales" o manifestazioni estive, vi si vede produrre, tra gli altri artisti, l'Orchestra regionale di Cannes-Provenza-Alpi-Costa Azzurra, sotto la bacchetta del suo direttore, Philippe Bender ed il pianista virtuoso François-René Duchâble.
Così, nel 2002, quest'ultimo getta il suo pianoforte nel lago, dall'alto d'un elicottero. Ripescato un po' più tardi, la sua tavola armonica fa l'oggetto d'una stele al bordo del medesimo lago di Colmiane.

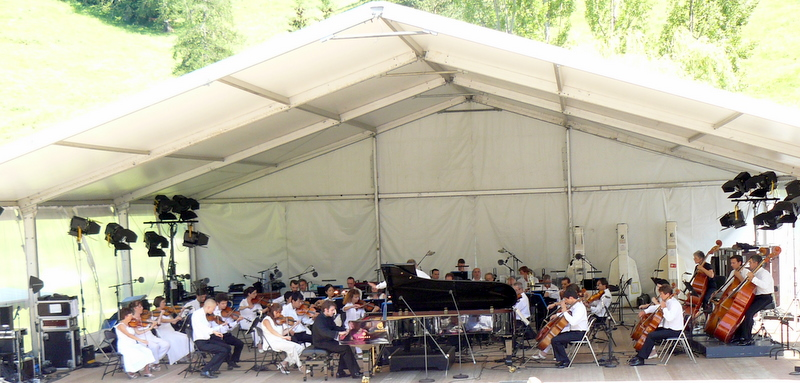
L'orchestra regionale di Cannes-Provenza-Alpi-Costa Azzurra suona nei campi, in occasione delle "Folies du lac de La Colmiane" (Follie del lago de La Colmiana), il 18 luglio 2010
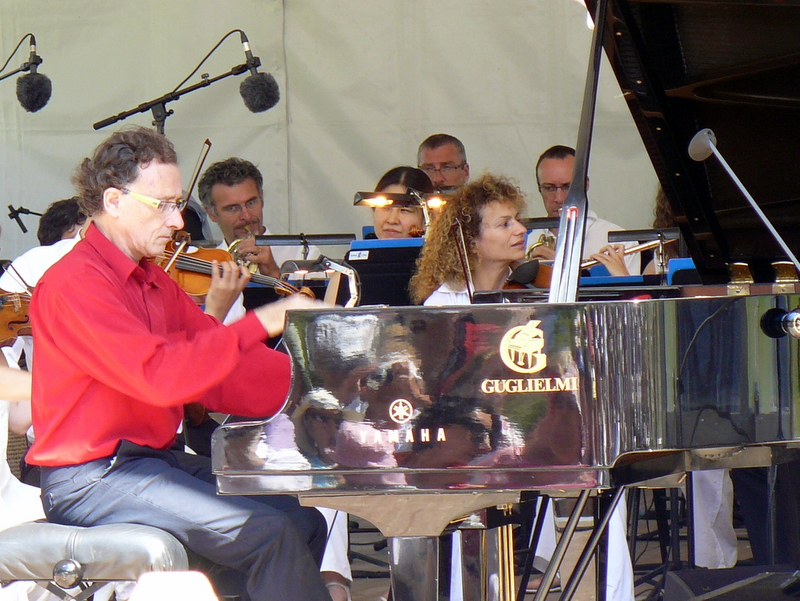
François-René Duchâble suona il Concerto per Piano nº 1 di Ciaikovski alle "Folies du lac" 2010, La Colmiane, Alpi Marittime
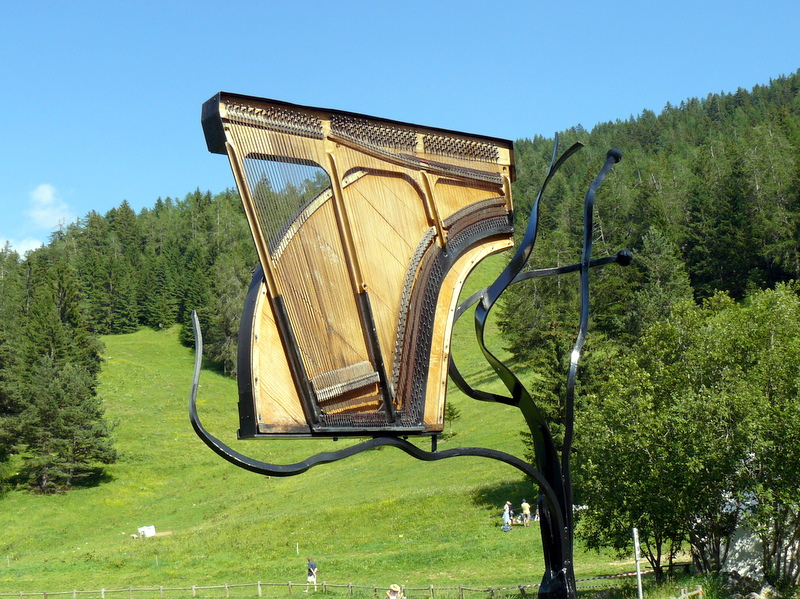
Il pianoforte uscito dal lago de La Colmiane

I pifferi ed i tamburi sono ugualmente ben presenti in questa parte dell'entroterra nizzardo ed essi animano le feste patronali ed altre festività lungo tutto l'anno.
La cultura nizzarda risuona costantemente nella "Val di Blora" (Val de Blore) per il tramite di gruppi locali come "Lu Virulet", "Li Bachas Boys" e "Li Falabracs", i cui ultimi due sono ancora in attività.